# 46095 Фредеріккобі
46095 Фредеріккобі (46095 Frédérickoby) — астероїд головного поясу, відкритий 15 березня 2001 року.
Тіссеранів параметр щодо Юпітера — 3,171.